# Steve Douglas (darter)
Steve Douglas (17 november 1977) is een voormalig Engelse darter.
Douglas won in 1995 de WDF Europe Youth Cup, en maakte zijn debuut op de Lakeside in 2000. Hij versloeg Garry Spedding in de eerste ronde, een ronde later verloor hij van de uiteindelijke kampioen Ted Hankey.
In 2011 deed hij opnieuw mee met de Lakeside, hij verloor in de eerste ronde met 0-3 van Gary Robson.
Hij bereikte ook de laatste 16 van de World Masters in 2009 en in 2011 opnieuw.
In 2012 kwalificeerde hij zich wederom voor de Lakeside, hij moest in de eerste ronde tegen Robson die hij met 3-0 versloeg. In de tweede ronde werd hij uitgeschakeld door Paul Jennings.
Op 13 december 2012 werd hij getroffen door een hartaanval. Hij herstelde hier snel van en was in staat om mee te doen aan de Lakeside in 2013.
Hij is de administrator van het BDO Spelers Forum, samen met John Leatherbarrow en Lucy Evenden.

## Resultaten op Wereldkampioenschappen

### BDO
- 2000: Laatste 16 (verloren van Ted Hankey met 0-3)
- 2012: Laatste 16 (verloren van Paul Jennings met 2-4)
- 2013: Laatste 16 (Verloren van Tony O'Shea )